# Oetlikon

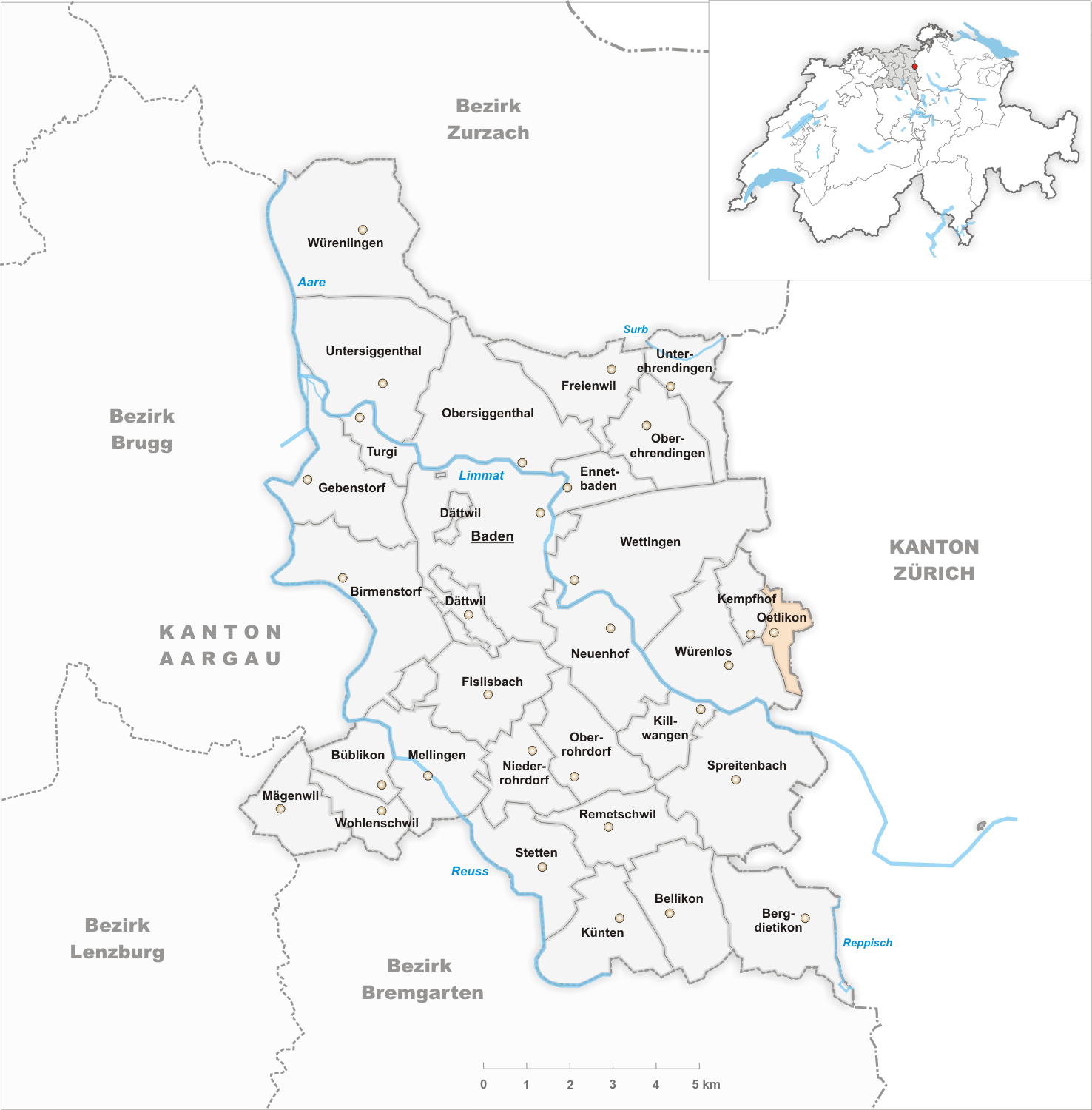
Gemeindestand vor der Fusion am 1. Januar 1900

Oetlikon ist ein zur Gemeinde Würenlos im Kanton Aargau gehöriger Weiler. Bis 1900 war Oetlikon eine selbständige Gemeinde. Der Weiler liegt im Furttal zwischen Hüttikon und Würenlos. Der Ortsname wurde 1040 erstmals in einer Urkunde in der Form Otilingung erwähnt.

## Geschichte
Im 13. Jahrhundert gab es ein Ministerialengeschlecht im Dienste der Kyburger, das sich nach dem Weiler benannte. Die Grundherrschaft und die niedere Gerichtsbarkeit lagen beim Kloster Wettingen bzw. bei dessen Abt. Mit dem Einmarsch der Franzosen in der Schweiz und dem Beginn der Helvetik im Jahr 1798 wurden die alten Herrschaftsstrukturen abgeschafft. Nach der Gründung des Kantons Aargau im Jahre 1803 war Oetlikon eine selbständige Gemeinde. Im Jahre 1896 wurde die Schulgemeinde Oetlikon mit den Schulgemeinden von Kempfhof und Würenlos vereinigt. 1900 ordnete die Kantonsregierung die Fusion der Einwohnergemeinde mit Würenlos an.